# Hvardiiske, Terebovlea
Hvardiiske (în ucraineană Гвардійське) este o comună în raionul Terebovlea, regiunea Ternopil, Ucraina, formată numai din satul de reședință.

## Demografie
Componența lingvistică a comunei Hvardiiske
     Ucraineană (99,77%)
     Alte limbi (0,23%)
Conform recensământului din 2001, majoritatea populației comunei Hvardiiske era vorbitoare de ucraineană (99,77%), existând în minoritate și vorbitori de alte limbi.